# عبد الرحمن عبد الشكور ورسمي
عبد الرحمن عبد الشكور ورسمي (بالصومالية: Cabdiraxmaan Cabdishakuur Warsame)‏ سياسي صومالي، وزير التخطيط والتعاون الدولي في الحكومة الاتحادية الانتقالية الصومالية وعضو البرلمان الاتحادي في الصومال، ومبعوث الرئيس الصومالي لشؤون الجفاف.

## النشأة
ولد عبد الرحمن عبد الشكور في بلدة بولو باردي بمحافظة هيران عام 1968.
تلقى تعليمه الابتدائي والإعدادي والثانوي في مسقط رأسه، وحصل على البكالوريوس في القانون من جامعة إفريقيا العالمية في العاصمة السودانية الخرطوم عام 1997، حصل على الماجستير في القانون من الجامعة الوطنية الماليزية عام 2002، كما تلقى دورات عديدة في التخطيط والقيادة وحفظ السلام والعلاقات الاستراتيجية في معهد لندن للقيادة والإدارة.

## الحياة المهنية
الخدمة المجتمعية
قبل دخوله عالم السياسة شارك ورسمي في الأنشطة الإنسانية والمدنية، وكان ضمن مؤسسي مؤسسي مؤتمر صوماليي المهجر، كان المدير التنفيذي لمركز رعاية المسلمين، ثالث أكبر مركز في المملكة المتحدة، وترأس المؤسسة الخيرية التابعة للمملكة العربية السعودية التي كانت تعرف بإسم "هيئة العليا الخيرية".
الصحافة
عمل محررا لموقعي "غوب جوغ" ومجلة "هيرال". بجانب عضويته المنتظمة لعدة سنوات في مركز تشاتام هاوس (Chatham House) للدراسات والعلاقات الدولية في لندن.
المسيرة السياسية
كان عبد الشكور ورسمي قد بدأ مسيرته السياسية كناشط سياسي منذ عام 2004 لكن نجمه سطع بشكل أكثر بالتزامن مع دخول القوات الإثيوبية إلى الصومال عام 2006 وكان من أشد منتقدي التدخل العسكري الإثيوبي في وسائل الإعلام العربية والدولية.
ومن أبرز إسهاماته السياسية دوره المحوري في مؤتمر المصالحة الذي جمع بين الحكومة الانتقالية وتحالف إعادة تحرير الصومال في جيبوتي عام 2009 ؛ حيث كان عبد الرحمن عبد الشكور رئيسا لوفد التحالف المفاوض وعراب الإتفاقية التي أفضت إلي تشكيل حكومة وحدة وطنية
وزير التخطيط والتعاون الدولي
انتخب عضوا في البرلمان الاتحادي الانتقالي ثم عُين وزيرا للتخطيط والتعاون الدولي في الحكومة الاتحادية الانتقالية عام 2009
وشكل دورا محوريا في ملفات مهمة أبرزها خارطة طريق كمبالا والتي وقعها الرئيس الصومالي شريف شيخ أحمد ورئيس مجلس النواب آدم محمد نور مدوبي لحلحة الخلافات بين البرلمان الاتحادي الانتقالي والحكومة الاتحادية الانتقالية ومذكرة التفاهم مع كينيا حول الحدود البحرية التي أثارت جدلا واسعا أدى إلى رفع الصومال قضية في المحكمة الدولية، وفسر العديد من الأطراف السياسية مذكرة التفاهم على أنها تنازل عن أراض للدولة في حين رأى آخرون أن المذكرة لم تحمل أي تنازل بل توسيع الجرف القاري لكل دولة كإجراء اعتيادي لأي دولتين متشاطئتين، ودعا عبد الرحمن عبد الشكور إلى إقامة نصب تذكاري لحكومته لدورها في إنقاذ البحر الصومالي.
في عام 2012 خاض ورسمي سباق الانتخابات الرئاسية
بعد انتخاب حسن شيخ محمود في الانتخابات عين ورسمي مستشارا خاصا، ولعب دورا في العديد من الملفات أبرزها المصالحة بين الحكومة الفيدرالية وولاية جوبالاند عام 2013
معارضته لحكومة فرماجو
في عام 2017 أسس عبد الرحمن عبد الشكور حزب ودجر، وعبر عن معارضته لحكومة محمد عبد الله فرماجو ما أدى لتعرضه لهجوم من قبل قوات الأمن الصومالية ما أسفر عن مقتل خمسة من حراس مقر الحزب وإصابة آخرين، كما تعرض ورسمي لجروح بليغة، ثم تعرض للاعتقال، بعد أن وجه له المدعي عام تهما بالخيانة وتلقي من دول أجنبية، إلا محكمة بنادر برأته من التهم الموجهة إليه وأمرت بإطلاق سراحه.
واصل ورسمي معارضة الحكومة الصومالية حتى انتهاء ولاية فرماجو، وخاض الانتخابات الرئاسية الصومالية 2022
مبعوث الشؤون الانسانية
في 14 فبراير 2022 انتخب عضوا في البرلمان الاتحادي في الصومال وفي 25 مايو 2022 عيّن الرئيس الصومالي حسن شيخ محمود زعيم حزب ودجر عبد الرحمن عبد الشكور ورسمي مبعوثا خاصا للشؤون الإنسانية والجفاف